# Saïda Jawad
Pour les articles homonymes, voir Jawad.
Saïda Jawad est une actrice, scénariste et dramaturge française née le 13 novembre 1973 à Roubaix en France.

## Biographie
Née à Roubaix de  parents marocains, elle fait dix ans d'accordéon mais sa passion est le théâtre. Elle suit les cours du conservatoire de Roubaix.
Elle commence par jouer Antigone au théâtre 80 d'Amiens suivi d'une tournée de deux ans dans toute la France avant de s'installer à Paris. C'est à Paris qu'elle commence sa carrière devant les caméras.
Jean-Pierre Améris lui confie son premier rôle au cinéma dans C'est la vie aux côtés de Jacques Dutronc et Sandrine Bonnaire. Ensuite, elle joue dans 17, rue Bleue de Chad Chenouga dans Les Casablancais d'Abdelkader Lagtaâ. Elle multiplie les rôles à la télévision : téléfilms et séries.
En 2006, elle écrit la pièce Monsieur Accordéon qu'elle interprète et qui est mise en scène par Jacques Décombe. Saluée par la presse, la pièce est créée au théâtre du Splendid à Paris, puis Saïda Jawad la reprend à Avignon et en tournée dans toute la France pour terminer au Maroc.
En 2007, elle interprète Ouria dans Ali Baba et les 40 voleurs de Pierre Aknine pour TF1. Au cinéma, elle rejoint la distribution de Musée haut, musée bas de Jean-Michel Ribes. Elle joue le rôle d'Amalia dans le long-métrage Rose et Noir de Gérard Jugnot. Elle est aussi dans Tous les soleils de Philippe Claudel ainsi que dans La Conquête de Xavier Durringer, un film dans lequel elle interprète le rôle de Rachida Dati.
En dehors de différents projets pour le cinéma, elle travaille également à l'écriture de téléfilms avec Tout est bon dans le cochon en 2012. Un unitaire pour France 3, produit par Alchimic Films, dans lequel elle tient le rôle principal (Sophia Eltrani). Ce film a été primé au festival de Luchon en 2012 et présenté la même année au festival du Film d'Angoulême. Il a été diffusé le 17 novembre 2012 et a obtenu le score de 13,6 de PDM soit 3,3 millions de téléspectateurs.
Super Lola est sa deuxième écriture télévisuelle. Un unitaire pour France 2, produit par Mon voisin productions (Dominique Besnehard) et Romarin Films (Saïda Jawad), dans lequel elle tient le rôle principal (Lola Fazière). Ce film est sélectionné au festival de Luchon 2013.
Proche de Valérie Trierweiler, elle annonce le 5 janvier 2015, travailler à l'adaptation cinématographique du livre de l'ancienne première dame, Merci pour ce moment, mais déclare le 13 octobre 2015 au magazine Purepeople qu'elle y renonce finalement. Celle-ci étant remplacée par Albert, un film traitant de l'illettrisme et de l'analphabétisme.[réf. nécessaire]

### Vie privée
L'acteur Gérard Jugnot a été son compagnon de 2003 à avril 2014, et Jean-Luc Mélenchon en 2015-2016,,.

## Filmographie

### Actrice

#### Longs métrages
- 1999 : Les Casablancais d'Abdelkader Lagtaa : Fifi
- 2001 : C'est la vie de Jean-Pierre Améris : Nora
- 2001 : 17, rue Bleue de Chad Chenouga : Leila
- 2005 : KussKuss de Sören Senn : Saïda
- 2008 : Musée haut, musée bas de Jean-Michel Ribes : la maîtresse
- 2009 : Rose et Noir de Gérard Jugnot : Amalia
- 2010 : Tous les soleils de Philippe Claudel : Yasmine
- 2011 : La Conquête de Xavier Durringer : Rachida Dati
- 2025 : L'amour, c'est surcoté de Mourad Winter : La mère d'Anis

#### Courts / Moyens métrages
- 2000 : Chemin de traverse de Malika Tenfiche
- 2021 : Une première fois de Stéphane Zito
- 2024 : Madame Faïza et docteur Love d'Anissa Daoud

#### Téléfilms
- 1998 : Changement de cap, de Patrick Malakian : Zina
- 2001 : L'Algérie des chimères, de François Luciani : Naouel à 18 ans
- 2003 : Les Enfants de Charlotte, de François Luciani : Sophie
- 2003 : L'Adieu, de François Luciani : Djamila
- 2006 : Alerte à Paris !, de Charlotte Brandström : Aïcha
- 2007 : Ali Baba et les 40 voleurs, de Pierre Aknine : Houria
- 2010 : Aïcha, Job à tout prix de Yamina Benguigui : Houria alias Gloria
- 2012 : Le Bonheur des Dupré, de Bruno Chiche : Radija
- 2012 : Tout est bon dans le cochon, de David Delrieux : Sophia
- 2013 : Super Lola, de Régis Musset : Lola
- 2014 : Meurtre à l'Abbaye de Rouen, de Christian Bonnet : Leila
- 2020 : Le Bruit des trousseaux, de Philippe Claudel : Nawal
- 2024 : Capitaine Marleau, épisode À contre-courant de Josée Dayan : Leila

#### Séries télévisées
- 2000 : Cap des Pins, de Dominique Masson, Emmanuel Fonlladosa : Marion
- 2001 : Avocats et Associés, de Pascal Chaumeil : Aïcha
- 2002 : Duelles, de Laurence Kartrian : Samia Laïrbi
- 2003 : Boulevard du Palais, de Benoît D'aubert : Melle Ben Kebla
- 2004 : Fargas, de Gérard Marx : Zora
- 2004 : La Crim', de Vincent Monnet : Saïda
- 2005 : Bin'o Bine, d'Emmanuel Soler : Gazelle
- 2006 : La Crim', d'Éric Woreth : Anne
- 2006 : Le juge est une femme, de Joyce Bunuel : Gabrielle Soyer
- 2009 : Diane, femme flic, de Manuel Boursinhac : Christelle Longaud
- 2009 : L'Internat, de Bruno Garcia, Nicolas Herdt : Nadia
- 2012 : Week-end chez les toquées, de Vincent Giovanni : Claudia
- 2013 : Falco, de Thierry Petit et Alexandre Laurent : Sonia Vasseur
- 2015 : Disparue de Charlotte Brandström : Alexandra

### Scénariste
Télévision (téléfilms)
- 2011 : Tout est bon dans le cochon
- 2013 : Super Lola

## Théâtre
- 2006 : Monsieur Accordéon, pièce de théâtre à deux personnages écrite et jouée par Saïda Jawad avec Éric Laborie, créée au Splendid, mise en scène Jacques Décombe : son parcours depuis la fillette issue d'une famille ouvrière maghrébine jusqu'à l'actrice. Jouée dans la même année au Festival d'Avignon, suivie d'une tournée Pascal Legros Production dans toute la France et au Maroc.